# رينان بارديني بريسان
رينان بارديني بريسان (بالبرتغالية: Renan Bardini Bressan، مواليد 3 نوفمبر 1988 في توباراو، البرازيل) هو لاعب كرة قدم برازيلي المولد بيلاروسي الجنسية يلعب لصالح نادي باتي بوريسوف في الدوري الممتاز.

## وصلات خارجية
- رينان بارديني بريسان على موقع الاتحاد الأوربي (الإنجليزية)
- رينان بارديني بريسان على موقع قاعدة بيانات كرة القدم.إي يو (الإنجليزية)
- رينان بارديني بريسان على موقع ناشيونال فوتبول تيمز (الإنجليزية)
- رينان بارديني بريسان على موقع Soccerway.com (الإنجليزية)
- رينان بارديني بريسان على موقع عالم كرة القدم.نت (الإنجليزية)
- رينان بارديني بريسان على موقع كووورة
- رينان بارديني بريسان على موقع أوليمبيديا (الإنجليزية)
- رينان بارديني بريسان على موقع AS.com (الإسبانية)